# Paramita
Pāramitā (skt. पारमिता, Pāramitā) su u budizmu tzv. transcendentne vrline koje vode do druge (para) obale (mita) mudrosti, dakle k buđenju. 
U tradiciji Mahayana govori se o šest, a ponekad osobito u Theravada i o deset Pāramī. 
Šest vrlina Lotusove sutre Mahayane su:
1. davanje (Dāna paramita, Kineski: 布施波羅蜜),
2. etičke smjernice (Śīla paramita, 持戒波羅蜜),
3. strpljenje (Kṣānti (kshanti) paramita , 忍辱波羅蜜),
4. ustrajnost (Vīrya paramita, 精進波羅蜜),
5. meditacija (Dhyāna paramita, 禪定波羅蜜),
6. mudrost (Prajñā paramita , 智慧波羅蜜 odn. 般若波羅蜜).

U teravadu je poznato deset Pāramī:
1. Dāna Pāramī: davanje,
2. Sīla Pāramī: etičko ponašanje, moral,
3. Nekkhamma Pāramī: dragovoljno odricanje,
4. Paññā Pāramī: mudrost,
5. Viriya (ili Vīriya) Pāramī: snaga volje,
6. Khanti Pāramī: stpljenje
7. Sacca Pāramī: istinoljublje,
8. Adhitthana Pāramī: odlučnost,
9. Mettā Pāramī: Suosjećajna ljubav, dobrota ljubavi,
10. Upekkhā Pāramī: staloženost.

## Vanjske poveznice
- berzinarchives.com: Die zehn weitreichenden Geisteshaltungen in Theravada, Mahayana und Bön (njem.)
- A Treatise on the Paramis: From the Commentary von Acariya Dhammapala (engl.)